# 이재철 (1835년)
이재철(李載哲, 1835년 - 1894년)은 조선후기의 문신으로 무옥(誣獄, 임인사화)에 희생된 도정궁(都正宮) 제6.5대 이명좌(李明佐)의 봉사손(奉祀孫)이다. 본관은 전주, 휘는 재철(載哲), 초명은 철주(哲周), 자는 순지(舜之)이다.

## 생애
덕흥대원군의 12대손이며, 종실 응천군 이돈(凝川君 李潡)의 9대손이고, 충정공 이홍술(李弘述)의 7대손이며, 무옥(誣獄, 임인사화)에 희생된 도정궁(都正宮) 제6.5대 이명좌(李明佐)의 봉사손(奉祀孫)이다. 아버지는 진사(進士) 이익(李熤)이고, 어머니는 부사(府使) 진천인(鎭川人) 송재의(宋在誼)의 딸과 순천인(順天人) 박해익(朴海翊)의 딸이다.
부인은 군수(郡守) 은진인(恩津人) 송석로(宋錫老)의 딸로 영인 은진송씨(令人 恩津宋氏)이다.
진사 익의 아들 1835년(헌종 1) 11월 22일 탄생하였다. 1859년(철종 10) 증광시(增廣試) 생원(生員) 1등(一等) 2위에 급제하여 1864년(고종 1) 건원릉 참봉(健元陵參奉)에 제수되었다가 홍릉 참봉(弘陵參奉)을 역임하였다.
1868년(고종 5년) 명자(名字)를 철주(哲周)에서 재철(載哲)로 개명하고, 1869년(고종 6) 예릉 참봉(睿陵參奉)에 제수되었다.
1875년(고종 12) 돈녕부 참봉(敦寧府參奉)에 제수되었다가 이해 3월 1일 종묘 부봉사(宗廟副奉事)에 제수되었다.
1876년(고종 13) 상서원 부직장(尙瑞院副直長)에 제수되고, 이해 7월 16일 상서원 직장(尙書院直長), 사옹원 주부(司饔院主簿), 호조 좌랑(戶曹佐郞)에 제수되었다.
1877년(고종 14) 거독옥책안 집사로 봉무하여 아마 1필을 사급받고, 이해 1월 11일 거옥책안 집사(擧玉冊案執事)로 봉무하여 상현궁(上弦弓, 시위를 얹은 상품(上品)의 활) 1장(張)을 사급받았다.
1878년(고종 15) 건릉 령(健陵令)에 제수되고, 1879년(고종 16) 사전을 대행시킨 전사관 겸 대축 이병고의 처벌에 대해 민영규가 아뢰길, “지금 건릉(健陵) 동지제(冬至祭)의 헌관(獻官) 이돈상(李敦相)의 서계(書啓)를 보니, 전사관 겸 대축(典祀官兼大祝) 이병고(李秉皐)가 와서 대령하지 않았으므로 본릉의 영 이재철(李載哲)을 음관(蔭官)임에도 불구하고 대축으로 대행시킨 일 때문에 황공하여 대죄한다 합니다. 사전(祀典)은 소중하므로 매우 근엄한 것인데 이처럼 대행하는 일이 있었으니, 매우 놀랍고 송구합니다, 해당 대축을 엄중히 감죄해야 할 것인데, 본원이 추고를 청하는 것 외에는 달리 시행할 만한 벌이 없으니, 어떻게 해야겠습니까? 그리고, 살피지 않고 채워 차출한 이조 당상도 경책하지 않을 수 없으니 엄하게 추고 하는 것이 어떻겠습니까?”하니, 전교하기를, “대축은 해부(該府)를 시켜 나문(拿問)하여 엄히 감죄(勘罪)하고 이조 참의에게는 견파(譴罷)하는 법을 시행하라. 헌관은 대죄하지 말라.”하였다.
1881년(고종 18) 영희전 령(永禧殿令)에 제수되었다가 이해 3월 21일 휘릉 령(徽陵令)에 제수되고, 이해 10월 4일 수릉 령(綏陵令)에 제수되었다.
1882년(고종 19) 충청우도(忠淸右道) 신창 현감(新昌縣監)에 제수되었다.
1885년(고종 22) 낭천 현감(狼川縣監)에 제수되었다가 이해 11월 22일 임피 현령(臨陂縣令)에 제수되었다.
1886년(고종 23) 전의 현감(全義縣監)에 제수되었다가 이해 7월 18일 온양 군수(溫陽郡守)에 제수되었다.
1888년(고종 25) 고창 현감(高敞縣監)에 제수되고, 1890년(고종 27) 서산 군수(瑞山郡守)에 제수되었다.
1891년(고종 28) 충청 감사 송세헌(宋世憲)의 장계를 올리길, “진상(進上)한 날전복[生鰒]이 전부 다 부패되었습니다. 제대로 봉하여 올리지 못한 해당 봉진관(封進官)인 수사(水使) 민치일(閔致一), 태안 부사(泰安府使) 이봉호(李鳳鎬), 서산 군수(瑞山郡守) 이재철(李載哲), 결성 현감(結城縣監) 김영준(金永駿), 남포 현감(藍浦縣監) 민영헌(閔泳憲), 비인 현감(庇仁縣監) 홍우룡(洪祐龍) 등은 현고(現告)를 받고 파출(罷黜)하소서. 신은 감독하고 신칙해야 하는 자리에 있으면서 사전에 미리 엄하게 단속하지 않아 막중한 진상이 이런 지경에까지 이르게 되었으니, 황공한 마음을 금치 못하여 대죄합니다.” 하였는데, 이에 대해 이용선에게 전교하기를, “대죄하지 말라고 회유하라.”하였다.
1894년(고종 31) 1월 4일 향년 60세로 별세하였다. 1900년(광무 4) 고종황제의 특명으로 무옥(誣獄)에 희생된 도정궁(都正宮) 제6.5대 이명좌(李明佐)의 봉사손(奉祀孫)이 되었다.

## 가족관계
- 증조부 : 이황(李潢)
  - 조부 : 이조식(李祖植)
    - 생부 : 이익(李熤, 1813년 - 1851년)
    - 계모 : 진천 송씨(鎭川 宋氏, 1809년 - 1831년), 부사(府使) 진천인(鎭川人) 송재의(宋在誼)의 딸.
    - 생모 : 순천 박씨(順天 朴氏, 1813년 - ?년), 순천인(順天人) 박해익(朴海翊)의 딸.
      - 여동생 : 해평인(海平人) 윤무선(尹茂善)에게 출가.
      - 부인 : 영인 은진 송씨(令人 恩津宋氏, 1833년 - 1895년), 군수(郡守) 은진인(恩津人) 송석로(宋錫老)의 딸.
        - 양자 : 이만용(李晚鎔, 1882년 - 1924년), 삼종제(三從弟) 이재영(李載榮, 1855년 - 1900년)의 2남.
        - 장녀 : 승지(承旨) 은진인(恩津人) 송종만(宋鍾晩)에게 출가.